# Patagonisk pungråtta
Patagonisk pungråtta (Lestodelphys halli) är en art i familjen pungråttor och den enda arten i släktet Lestodelphys. Djuret lever bara i argentinska Patagonien och har på så sätt det sydligaste utbredningsområdet av alla pungråttor. Regionen begränsas i norr av provinsen Mendoza och i syd av provinsen Santa Cruz. Artepitet i det vetenskapliga namnet hedrar T. H. Hall som var samlare av zoologiska föremål. Artens holotyp kommer från hans samling.

## Utseende
Den patagoniska pungråttan liknar musen i utseende men är inte närmare släkt med den. Den korta, täta pälsen har på ovansidan grå färg; undersidan och extremiteterna är vita. Vid skuldran och höfterna finns svarta fläckar. Svansen är betydligt kortare än övriga kroppen. Arten kan, liksom arterna i släktet Thylamys, spara fett i svansen. Klorna är, som anpassning till livet på marken, bättre utvecklade än hos flera andra pungråttor. Djuret kännetecknas dessutom av en kort, bred skalle och större hörntänder. Patagonisk pungråtta når en kroppslängd på mellan 13 och 14 centimeter och därtill kommer en 8 till 10 centimeter lång svans. En uppmätt individ hade en vikt på 76 gram.

## Ekologi
Habitatet utgörs av gräslandet i Sydamerika. Det antas att den främst vistas på marken och att den bygger underjordiska bon med sina klor. Den jagar mer än andra pungråttor och livnär sig främst av mindre ryggradsdjur som gnagare och fåglar. Artens syn, hörsel och känselsinnet vid morrhåren är mycket bra utvecklade.
Troligen håller djuret vinterdvala eller den faller i dvala (torpor) vid kyligt väder.
Nästan ingenting är känt om artens sätt att fortplanta sig. Honor har 19 spenar men ingen pung (Marsupium) och bär sina ungar öppet på buken. Enligt bedömning är dräktigheten liksom hos andra pungråttor kort och per kull föds många ungdjur.
Kroppsdelar av arten hittades i spybollar av ugglor.

## Hot
Arten är bara känd från ett begränsat område och på grund av människans inverkan minskar beståndet ytterligare. IUCN bedömer dock arten som livskraftig (LC).